# Johann Frederic, Duce de Brunswick-Lüneburg
Johann Frederic (25 aprilie 1625 – 18 decembrie 1679) a fost duce de Brunswick-Lüneburg și a condus principatul de Calenberg, o subdivizie a ducatului, din 1665 până la moartea sa.

## Biografie
A fost al treilea fiu al  Ducelui Georg de Brunswick-Lüneburg. El a fost singurul membru al familiei care s-a convertit la romano-catolicism în 1651. A primit Calenberg când fratele său mai mare Georg Wilhelm a moștenit principatul de Lüneburg. În 1666, a construit un palat la Herrenhausen în apropiere de Hanovra, care a fost inspirat de Palatul de la Versailles și faimoasele sale grădini, grădinile Herrenhausen.
În 1676, Johann Frederic l-a angajat pe Leibniz ca sfătuitor privat și bibliotecar al importantei biblioteci ducale. Astfel, a început asocierea de 40 de ani a lui Leibniz cu Casa de Hanovra, 
care a avut ca rezultat trei generații de patroni Hanovra cu unul dintre cei mai eminenți filosofi și matematicieni ai Europei.

### Căsătorie și copii
Johann Frederic s-a căsătorit cu Benedicta Henrietta de Wittelsbach (14 martie 1652 – 12 august 1730), fiica lui Eduard, Conte Palatin de Simmern și a Anna Gonzaga, la 30 noiembrie  1668. EI au avut patru fiice:
- Anne Sophie (10 februarie 1670 – 24 martie 1672)
- Charlotte Felicitas (8 martie 1671 – 29 septembrie 1710), căsătorită cu Rinaldo al III-lea, Duce de Modena
- Henriette Marie (9 martie 1672 – 4 septembrie 1757)
- Wilhelmina Amalia (1673 – 10 aprilie 1742), căsătorită cu Iosif I, Împărat Roman